# 羅森劍尾魚
羅森劍尾魚，為輻鰭魚綱鯉齒目鯉齒亞目花鳉科的其中一種，分布於中美洲墨西哥的淡水流域，屬肉食性，生活習性不明。

## 擴展閱讀
維基物種上的相關：羅森劍尾魚